# Anselmo IV da Bovisio
Anselmo IV, detto anche Anselmo da Bovisio (Bovisio Masciago, XI secolo – Costantinopoli, 30 settembre 1101), è stato un arcivescovo cattolico italiano.
Resse l'Arcidiocesi di Milano dal 3 novembre 1097 fino alla morte. Nel contesto della cosiddetta Crociata del 1101, nell'anno 1100-1101 guidò una spedizione diretta nel regno di Gerusalemme. In questa spedizione fallimentare partecipò un contingente lombardo e Anselmo stesso trovò la morte.

## Biografia

### Anselmo IV: "l'uomo di Roma" oppure l'arcivescovo del compromesso?
Non sappiamo molto di Anselmo prima che diventasse arcivescovo.
Secondo le cronache di Galvano Fiamma, egli sarebbe nato a Bovisio, figlio di un valvassore. Era prevosto della basilica di San Lorenzo quando, nel 1097, sarebbe stato eletto vescovo di Brescia e poco più tardi arcivescovo di Milano.
Secondo Landolfo Iuniore, il candidato favorito all'arcidiocesi era un tale Landolfo da Baggio, ma costui fu costretto alla fuga da un'insurrezione popolare. A questo punto una parte della nobiltà e dell'alto clero, supportati dal legato papale Arimanno da Gavardo elessero Anselmo arcivescovo, anche se costui era homo simplex (forse nel senso che non aveva ancora ricevuto l'ordine del presbiterato anche se era praepositus di San Lorenzo). Poiché non si trovarono almeno tre suffraganei per l'ordinazione episcopale, Anselmo fu ordinato da vescovi estranei alla provincia ecclesiastica milanese.
A lungo, la storiografia ha visto in Anselmo IV da Bovisio l'arcivescovo mandato dal papato dopo la composizione dello scisma tra Milano e Roma. Lo stesso Landolfo Iuniore sembra confermare questa interpretazione quando fa capire che "l'agente" del papa in Italia settentrionale, Arimanno da Gavardo, era intervenuto nella elezione di Anselmo: Arimanno sarebbe stato contrario alla nomina di Landolfo e avrebbe scelto Anselmo.
Eppure qualcosa non quadra. Arimanno non aveva molta stima di Anselmo, Landolfo Iuniore riporta che Arimanno definiva Anselmo «episcopus lurdus populo stulto» ("un vescovo zotico per un popolo stupido").  Inoltre, sembra che nella elezione di Anselmo abbia giocato un ruolo importante soprattutto il gruppo di Nazario Muricola: nei suoi ultimi anni di episcopato, l'anziano Arnolfo di Porta Orientale non era riuscito ad evitare che alcuni chierici e anche laici, illetterati, capeggiati appunto dal chierico Nazario Muricola, occupassero alcune chiese di Milano (a partire da quella di San Romano, di fianco all'attuale chiesa di San Babila) e diventassero un vero e proprio gruppo di pressione nella Chiesa ambrosiana.  Sembra che il gruppo di Muricola sia riuscito addirittura ad imporre Anselmo IV come arcivescovo e che Arimanno abbia dovuto accettare la situazione.
Arimanno era un uomo di papa Urbano II, ma era anche un uomo di fiducia di Matilde di Canossa. Probabilmente egli fece trattative tra le diverse parti in causa: i filoromani, il gruppo di Muricola, i vassalli di Matilde (dai primi documenti del Comune di Milano, risalenti a quel periodo, intuiamo che un ruolo importante in città era giocato da un tale Arialdo da Melegnano, che era anche vassallo di Matilde di Canossa).
Prete Liprando, vecchio patarino intransigente, era contrario alla elezione di Anselmo, ma ormai la sua opposizione avrebbe avuto scarsi effetti: il legame tra la Pataria e Roma si era già spezzato di fronte alla delusione dei patarini per la politica papale, che preferiva riconciliarsi con le gerarchie ecclesiastiche locali piuttosto che rincorrere l'ideale di un clero del tutto povero e "perfetto".

### I tre anni di episcopato milanese
Anselmo IV non fu arcivescovo per molto tempo, solo dal 1097 al 1100, quando partì per la crociata.
In definitiva, egli si dimostrò ben superiore alle scarse attese di chi lo aveva eletto.

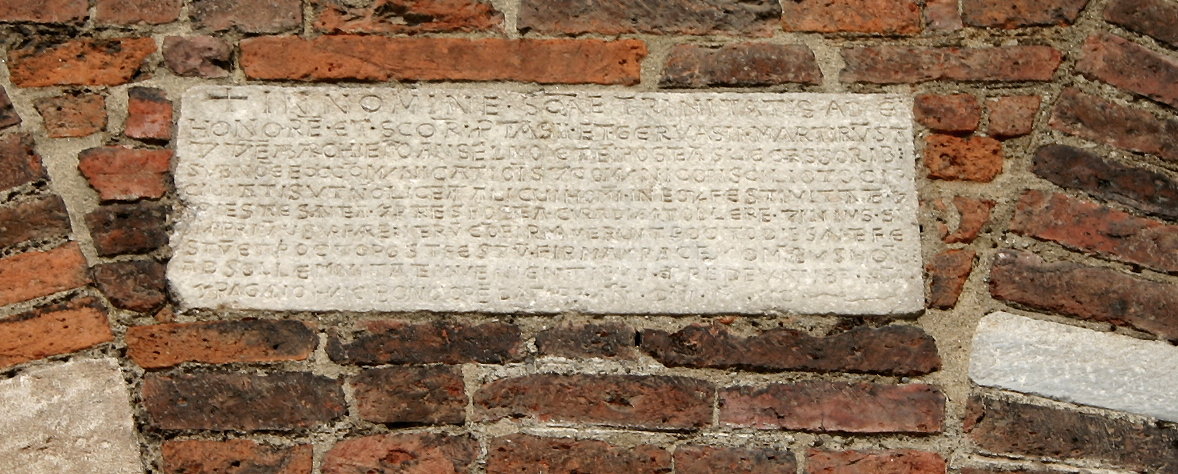
Lapide del 1098 sulla facciata di Sant'Ambrogio che cita l'Arcivescovo Anselmo e il comune di Milano

Nel 1097, quindi durante l'episcopato di Anselmo, abbiamo per la prima volta una attestazione dell'esistenza di un comune a Milano.  A Milano il comune nasce da personaggi vicini all'arcivescovo, cives non nobili, che quando il ruolo arcivescovile aveva perso prestigio (ai tempi di Guido da Velate e dello scontro con la Pataria) avevano cominciato a prendere in mano il governo cittadino.
Anselmo IV, come Ariberto da Intimiano, agiva a favore dello sviluppo anche economico di Milano, ma non più come unico detentore del potere, piuttosto entrando in dialogo con la società laica milanese, che si era data una istituzione stabile: il comune. Intorno all'arcivescovo si stabiliva così una nuova unità della città: nuova perché chiudeva un periodo di contrasti e di divisioni, ma nuova anche perché era una unità diversa da quella che c'era stata diversi decenni prima, al tempo di Ariberto.
Nel suo episcopato, quindi, Anselmo si mise fin dall'inizio in un'ottica di riforma ecclesiastica.  Il papa stesso gli aveva dato direttive ben precise per coordinare le forze di parte romana nell'Italia del Nord (Enrico IV era tornato in Germania e quindi si poteva passare al contrattacco).
Anselmo sentì molto come suo compito quello di risolvere i dissensi e le tensioni interne alla Chiesa e alla società milanese.  Oltre ad ascoltare le richieste del laicato (in particolare, dei "vicini", gli abitanti di un certo quartiere della città che desideravano avere la loro chiesa), Anselmo IV si impegnò anche a favorire la vita comune del clero: restituì alla pieve di Varese quei benefici che i suoi predecessori avevano sottratto per distribuirli ai loro vassalli, «a vantaggio e a disposizione di quei chierici che vivranno secondo una regola nella canonica di San Vittore».  Ugualmente favorì la nascita di canoniche regolari a Monza e a Brescia.
Per ordine di Urbano II, Anselmo convocò un concilio provinciale dal 5 al 7 aprile 1098 per mettere ordine nelle diocesi suffraganee, che per la gran parte erano rette da vescovi scomunicati o eletti irregolarmente: confermò la scomunica dei vescovi nominati dall'Imperatore e li condannò per simonia.  Per quanto riguardava Milano, egli accettò come validi gli atti di Anselmo III, ma non quelli di Tedaldo.

### La partenza per la Crociata
Nonostante fosse stato già invitato da papa Urbano II, Anselmo non guidò personalmente un contingente milanese in occasione della prima crociata, ma ebbe modo di rifarsi poco dopo. A Milano, soprattutto per l'influsso dell'arcivescovo e per la sua politica filo-papale, l'entusiasmo infuso dall'esito della spedizione appena menzionata era alto: il 15 luglio 1100 Anselmo celebrò a Milano l'anniversario dell'assedio di Gerusalemme del 1099 cambiando il titolo della chiesa della Santissima Trinità in chiesa del Santo Sepolcro.
Anselmo IV nominò quindi suo vicario Pietro Grossolano, vescovo di Savona, e, il 13 settembre 1100, con i vescovi Guido di Tortona, Guglielmo di Pavia e, probabilmente, Aldo di Piacenza, partì alla volta della Terra santa con un contingente di 50 000 uomini, comandati militarmente dal conte di Biandrate Alberto e da suo nipote Ottone Altaspada. La presenza altresì del conte di Parma Guiberto, fratello dell'antipapa Clemente III, era un segno della fine di una fase di conflitti interni alla Chiesa.
L'armata procedette per il ducato di Carinzia, con il permesso del duca Enrico V, e quindi attraverso la Bulgaria senza incidenti, realizzando i negoziati di Anselmo con Alessio I Comneno, imperatore bizantino, per assicurarsi gli approvvigionamenti ed il passaggio. A Costantinopoli scoppiò una rivolta, e sia Anselmo sia Alberto rifiutarono i ricchi doni promessi all'imperatore, il quale bloccò il passaggio sul Bosforo. A Nicomedia, in Anatolia, egli incontrò Raimondo IV di Tolosa, uno dei baroni che avevano conquistato Gerusalemme. Guidate da Raimondo, le armate lombarde attraversarono l'Anatolia, combattendo contro i Selgiuchidi a Kastamonu e tra Merzifon e Amasya. Questi conflitti iniziali furono a favore dei Lombardi. Anselmo si distinse in questi combattimenti e ricevette grandi onori al suo ritorno a Costantinopoli. Qui egli morì e venne sepolto.
La notizia della sua morte giunse a Milano solo nel 1102. Gli successe Pietro Grossolano.

## Successione apostolica
La successione apostolica è:
- Cardinale Arimanno da Gavardo (1098)